# Protaetia inanis
Protaetia inanis är en skalbaggsart som beskrevs av Wallace 1868. Protaetia inanis ingår i släktet Protaetia och familjen Cetoniidae. Inga underarter finns listade i Catalogue of Life.